# Aracaju (stad)
Aracaju is een gemeente en stad in de Braziliaanse deelstaat Sergipe. De gemeente telt 602.757 inwoners (schatting 2022). Het is de hoofdstad van de staat Sergipe.

## Aangrenzende gemeenten
De gemeente grenst aan Barra dos Coqueiros, Itaporanga d'Ajuda, Nossa Senhora do Socorro, Santo Amaro das Brotas en São Cristóvão.

## Stedenbanden
Zustersteden van Aracaju:
- Salvador, Brazilië

## Geboren
- Willian Thiego de Jesus, "Thiego" (1986-2016), voetballer
- Tainá Silva (1995), beachvolleyballer
- Duda Lisboa (1998), beachvolleyballer
- Luis Guilherme (2006), voetballer

## Galerij

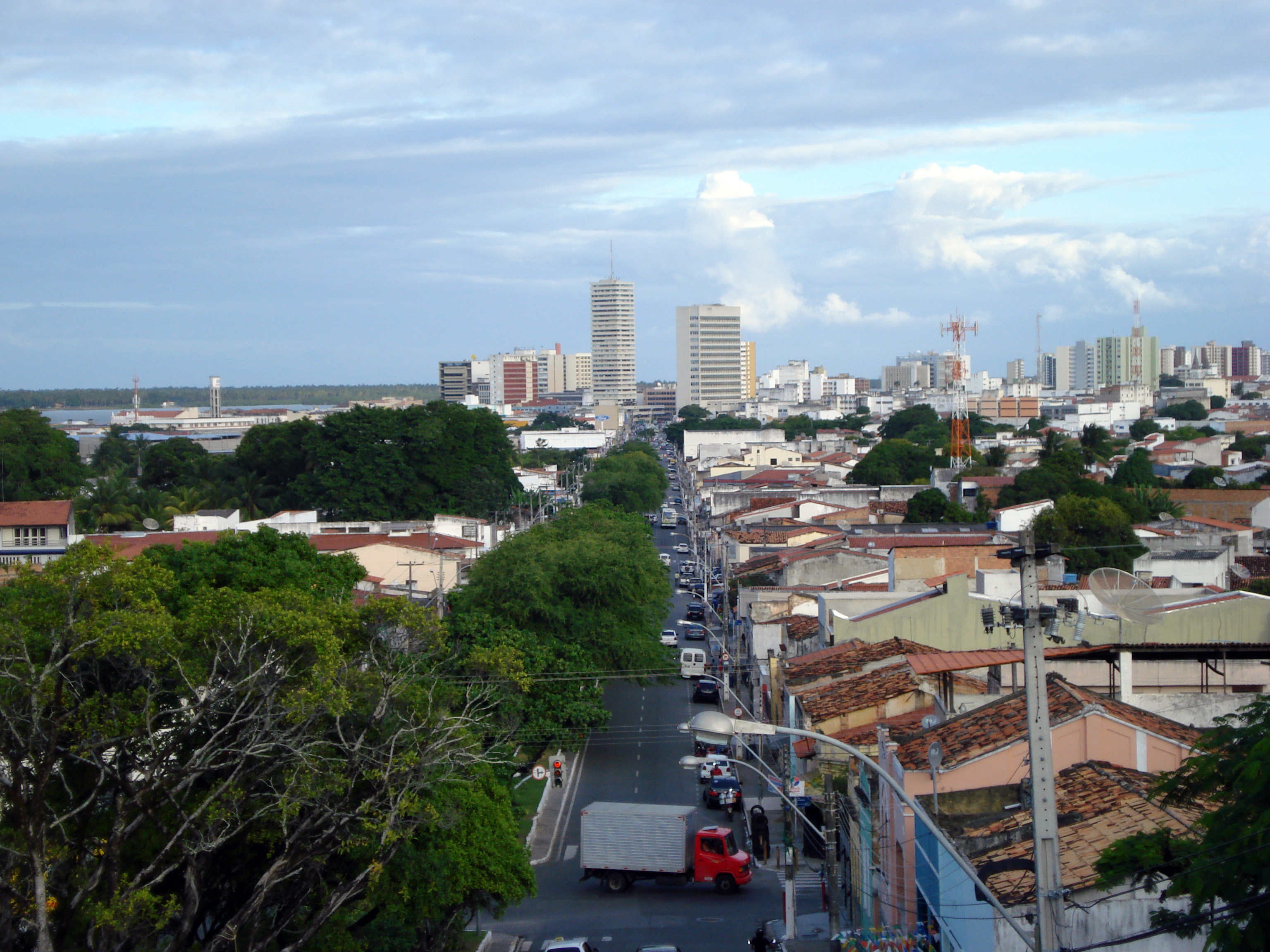
Aracaju
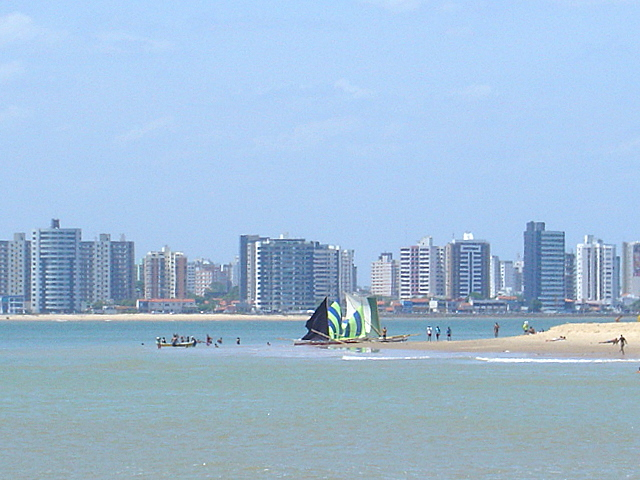
Skyline